# Феліпе Монтейро
Феліпе Аугусто де Алмейда Монтейро (порт. Felipe Augusto de Almeida Monteiro, нар. 16 травня 1989, Можі-дас-Крузіс) — бразильський футболіст, захисник клубу «Ноттінгем Форест».
Виступав, зокрема, за клуби «Корінтіанс», «Порту».
Переможець Ліги Пауліста. Чемпіон Бразилії. Володар Кубка Лібертадорес. Переможець Рекопи Південної Америки. Клубний чемпіон світу.

## Ігрова кар'єра
У дорослому футболі дебютував 2009 року виступами за команду клубу «Уніао Моджі», в якій провів два сезони.
Згодом з 2011 по 2011 рік грав у складі команд клубів «Брагантіно», «Коїмбра» та «Брагантіно».
Своєю грою за останню команду привернув увагу представників тренерського штабу клубу «Корінтіанс», до складу якого приєднався 2012 року. Відіграв за команду з Сан-Паулу наступні чотири сезони своєї ігрової кар'єри.
До складу клубу «Порту» приєднався 2016 року. Станом на 2 січня 2018 року відіграв за клуб з Порту 46 матчів в національному чемпіонаті.

## Досягнення
- Переможець Ліги Пауліста:

«Корінтіанс»: 2013
- Чемпіон Бразилії:

«Корінтіанс»: 2015
- Володар Кубка Лібертадорес:

«Корінтіанс»: 2012
- Переможець Рекопи Південної Америки:

«Корінтіанс»: 2013
- Клубний чемпіон світу:

«Корінтіанс»: 2013
- Чемпіон Португалії:

«Порту»: 2017-18
- Володар Суперкубка Португалії:

«Порту»: 2018
- Чемпіон Іспанії:

«Атлетіко»: 2020-21
- Срібний призер Кубка Америки: 2021